# Tenajar Lor
Tenajar Lor is een bestuurslaag in het regentschap Indramayu van de provincie West-Java, Indonesië. Tenajar Lor telt 6971 inwoners (volkstelling 2010).